# Lijst van voetbalinterlands El Salvador - Jamaica
Deze lijst van voetbalinterlands is een overzicht van alle officiële voetbalwedstrijden tussen de nationale teams van El Salvador en Jamaica. De landen speelden tot op heden 23 keer tegen elkaar. De eerste ontmoeting, een vriendschappelijke wedstrijd, werd gespeeld in San Juan (Puerto Rico) op 22 juni 1966. Het laatste duel, een kwalificatiewedstrijd voor het Wereldkampioenschap voetbal 2022, vond plaats op 24 maart 2022 in Kingston.

## Wedstrijden
| №  | Plaats          | Datum            | Competitie                                   | Wedstrijd             | Uitslag |
| -- | --------------- | ---------------- | -------------------------------------------- | --------------------- | ------- |
| 1  | San Juan        | 22 juni 1966     | Vriendschappelijk                            | Jamaica − El Salvador | 0 − 1   |
| 2  | Kingston        | 22 november 1992 | WK 1994 kwalificatie                         | Jamaica – El Salvador | 0 – 2   |
| 3  | San Salvador    | 6 december 1992  | WK 1994 kwalificatie                         | El Salvador – Jamaica | 2 – 1   |
| 4  | Kingston        | 18 mei 1997      | WK 1998 kwalificatie                         | Jamaica – El Salvador | 1 – 0   |
| 5  | San Salvador    | 9 november 1997  | WK 1998 kwalificatie                         | El Salvador – Jamaica | 2 – 2   |
| 6  | Los Angeles     | 9 februari 1998  | CONCACAF Gold Cup 1998                       | El Salvador – Jamaica | 0 – 2   |
| 7  | Kingston        | 16 augustus 2000 | WK 2002 kwalificatie                         | Jamaica – El Salvador | 1 – 0   |
| 8  | San Salvador    | 15 november 2000 | WK 2002 kwalificatie                         | El Salvador – Jamaica | 2 – 0   |
| 9  | Kingston        | 16 november 2003 | Vriendschappelijk                            | Jamaica – El Salvador | 3 – 0   |
| 10 | San Salvador    | 8 september 2004 | WK 2006 kwalificatie                         | El Salvador – Jamaica | 0 – 3   |
| 11 | Kingston        | 13 oktober 2004  | WK 2006 kwalificatie                         | Jamaica – El Salvador | 0 – 0   |
| 12 | Kingston        | 18 november 2007 | Vriendschappelijk                            | Jamaica – El Salvador | 3 – 0   |
| 13 | Frisco          | 26 juli 2007     | Vriendschappelijk                            | El Salvador – Jamaica | 0 – 0   |
| 14 | Washington D.C. | 30 mei 2009      | Vriendschappelijk                            | Jamaica – El Salvador | 0 – 0   |
| 15 | Miami           | 10 juli 2009     | CONCACAF Gold Cup 2009                       | El Salvador – Jamaica | 0 – 1   |
| 16 | San Salvador    | 29 maart 2011    | Vriendschappelijk                            | El Salvador – Jamaica | 2 – 3   |
| 17 | Washington D.C. | 15 augustus 2012 | Vriendschappelijk                            | El Salvador – Jamaica | 0 – 2   |
| 18 | Toronto         | 14 juli 2015     | CONCACAF Gold Cup 2015                       | Jamaica – El Salvador | 1 – 0   |
| 19 | San Antonio     | 17 juli 2017     | CONCACAF Gold Cup 2017                       | El Salvador − Jamaica | 1 − 1   |
| 20 | San Salvador    | 24 maart 2019    | CONCACAF Nations League 2019/20 kwalificatie | El Salvador − Jamaica | 2 − 0   |
| 21 | Houston         | 21 juni 2019     | CONCACAF Gold Cup 2019                       | El Salvador − Jamaica | 0 − 0   |
| 22 | San Salvador    | 12 november 2021 | WK 2022 kwalificatie                         | El Salvador − Jamaica | 1 − 1   |
| 23 | Kingston        | 24 maart 2022    | WK 2022 kwalificatie                         | Jamaica − El Salvador | 1 − 1   |

## Samenvatting
| Competitie                           | Totaal gespeeld | Winst El Salvador | Gelijk | Winst Jamaica | Doelsaldo El Salvador – Jamaica |
| ------------------------------------ | --------------- | ----------------- | ------ | ------------- | ------------------------------- |
| WK-kwalificatie                      | 10              | 3                 | 4      | 3             | 10 − 10                         |
| CONCACAF Gold Cup                    | 5               | 0                 | 2      | 3             | 1 − 5                           |
| CONCACAF Nations League-kwalificatie | 1               | 1                 | 0      | 0             | 2 − 0                           |
| Vriendschappelijk                    | 7               | 1                 | 2      | 4             | 3 − 11                          |
| Totaal                               | 23              | 5                 | 8      | 10            | 15 − 25                         |

Wedstrijden bepaald door strafschoppen worden, in lijn met de FIFA, als een gelijkspel gerekend.
FSF · A-internationals · Selecties · Bondscoaches · Statistieken · Salvadoraans vrouwenelftal ·  
Olympisch elftal · El Salvador U21 · El Salvador U19 · El Salvador U17
1920 – 1929 · 
1930 – 1939 · 
1940 – 1949 · 
1950 – 1959 · 
1960 – 1969 · 
1970 – 1979 · 
1980 – 1989 · 
1990 – 1999 · 
2000 – 2009 · 
2010 – 2019 ·
2020 − 2029
Gold Cup 1991 · 
Gold Cup 1993 · 
Gold Cup 1996 · 
Gold Cup 1998 · 
Gold Cup 2000 · 
Gold Cup 2002 · 
Gold Cup 2003 · 
Gold Cup 2005 · 
Gold Cup 2007 · 
Gold Cup 2009 · 
Gold Cup 2011 · 
Gold Cup 2013
WK 1970 · 
WK 1982
OS 1968
1921 · 
1922–1927 · 
1928 · 
1929 · 
1930 · 
1931–1934 · 
1935 · 
1936–1937 · 
1938 · 
1939–1940 · 
1941 · 
1942 · 
1943 · 
1944–1945 · 
1946 · 
1947 · 
1948 · 
1949 · 
1950 · 
1951–1952 · 
1953 · 
1954 · 
1955 · 
1955–1960 · 
1961 · 
1962 · 
1963 · 
1964 · 
1965 · 
1966 · 
1967 · 
1968 · 
1969 · 
1970 · 
1971 · 
1972 · 
1973 · 
1974 · 
1975 · 
1976 · 
1977 · 
1978 · 
1979 · 
1980 · 
1981 · 
1982 · 
1983 · 
1984 · 
1985 · 
1986 · 
1987 · 
1988 · 
1989 · 
1990 · 
1991 · 
1992 · 
1993 · 
1994 · 
1995 · 
1996 · 
1997 · 
1998 · 
1999 · 
2000 · 
2000 · 
2001 · 
2002 · 
2003 · 
2004 · 
2005 · 
2006 · 
2007 · 
2008 · 
2009 · 
2010 · 
2011 · 
2012 · 
2013 ·
2014 ·
2015 ·
2016 ·
2017 ·
2018 ·
2019 ·
2020 ·
2021 ·
2022 ·
2023
Amerikaanse Maagdeneilanden ·
Anguilla ·
Antigua en Barbuda ·
Argentinië ·
Armenië ·
Aruba ·
Barbados ·
België ·
Belize ·
Bermuda ·
Bolivia ·
Brazilië ·
Canada ·
Chili ·
China ·
Colombia ·
Costa Rica ·
Cuba ·
Curaçao ·
Dominicaanse Republiek ·
Ecuador ·
Estland ·
GOS ·
Grenada ·
Griekenland ·
Guatemala ·
Guyana ·
Haïti ·
Honduras ·
Hongarije ·
IJsland ·
Ivoorkust ·
Jamaica ·
Japan ·
Joegoslavië ·
Kaaimaneilanden ·
Mexico ·
Moldavië · 
Montserrat ·
Nederlandse Antillen ·
Nicaragua ·
Nieuw-Zeeland ·
Panama ·
Paraguay ·
Peru ·
Puerto Rico ·
Qatar ·
Rusland ·
Saint Kitts en Nevis ·
Saint Lucia ·
Saint Vincent en de Grenadines ·
Sovjet-Unie ·
Spanje ·
Suriname ·
Trinidad en Tobago ·
Venezuela ·
Verenigde Staten ·
Zuid-Korea
JFF · A-internationals · Bondscoaches · Selecties · Statistieken · Jamaicaans vrouwenelftal · Olympisch elftal · Jamaica U21 · Jamaica U19 · Jamaica U17
1920 – 1959 · 
1960 – 1969 · 
1970 – 1979 · 
1980 – 1989 · 
1990 – 1999 · 
2000 – 2009 · 
2010 – 2019 · 
2020 – 2029
Gold Cup 1991 · 
Gold Cup 1993 · 
Gold Cup 1998 · 
Gold Cup 2000 · 
Gold Cup 2003 · 
Gold Cup 2005 · 
Gold Cup 2009 · 
Gold Cup 2011 · 
Gold Cup 2015
Copa América 2015
WK 1998
1925 · 
1926 · 
1927–1929 · 
1930 · 
1931 · 
1932 · 
1933–1934 · 
1935 · 
1936 · 
1937 · 
1938 · 
1939–1946 · 
1947 · 
1948 · 
1949 · 
1950 · 
1951 · 
1952 · 
1953 · 
1954–1956 · 
1957 · 
1958 · 
1959 · 
1960 · 
1961 · 
1962 · 
1963 · 
1964 · 
1965 · 
1966 · 
1967 · 
1968 · 
1969 · 
1970 · 
1971 · 
1972 · 
1973 · 
1974 · 
1975 · 
1976 · 
1977 · 
1978 · 
1979 · 
1980 · 
1981 · 
1982 · 
1983 · 
1984 · 
1985 · 
1986 · 
1987 · 
1988 · 
1989 · 
1990 · 
1991 · 
1992 · 
1993 · 
1994 · 
1995 · 
1996 · 
1997 · 
1998 · 
1999 · 
2000 · 
2001 · 
2002 · 
2003 · 
2004 · 
2005 · 
2006 · 
2007 · 
2008 · 
2009 · 
2010 · 
2011 · 
2012 · 
2013 · 
2014 · 
2015 · 
2016 ·
2017 ·
2018 ·
2019 ·
2020 ·
2021 ·
2022 ·
2023 ·
2024
Amerikaanse Maagdeneilanden ·
Antigua en Barbuda ·
Argentinië ·
Aruba ·
Australië ·
Bahama's ·
Barbados ·
Bermuda ·
Bolivia ·
Brazilië ·
Britse Maagdeneilanden ·
Bulgarije ·
Canada ·
Chili ·
China ·
Colombia ·
Costa Rica ·
Cuba ·
Curaçao ·
Dominica ·
Dominicaanse Republiek ·
Ecuador ·
Egypte ·
El Salvador ·
Engeland ·
Frankrijk ·
Ghana ·
Grenada ·
Guatemala ·
Guyana ·
Haïti ·
Honduras ·
Ierland ·
India ·
Indonesië ·
Iran ·
Japan ·
Jordanië ·
Kaaimaneilanden ·
Kameroen ·
Kroatië ·
Maleisië ·
Marokko ·
Mexico ·
Nederlandse Antillen ·
Nicaragua ·
Nieuw-Zeeland ·
Nigeria ·
Noord-Macedonië ·
Noorwegen ·
Panama ·
Paraguay ·
Peru ·
Puerto Rico ·
Qatar ·
Saint Kitts en Nevis ·
Saint Lucia ·
Saint Vincent en de Grenadines ·
Saoedi-Arabië ·
Servië ·
Suriname ·
Trinidad en Tobago ·
Uruguay ·
Venezuela ·
Verenigde Staten ·
Vietnam ·
Wales ·
Zambia ·
Zuid-Afrika ·
Zuid-Korea ·
Zweden ·
Zwitserland